# Coppa del Generalissimo 1968 (hockey su pista)
La Coppa del Generalissimo 1968 è stata la 25ª edizione della principale coppa nazionale spagnola di hockey su pista. Il torneo ha avuto luogo dal 31 maggio al 2 giugno 1968.
Il trofeo è stato vinto dal Vilanova per la seconda volta nella sua storia superando in finale il Montemar. Con la vittoria nel torneo il Vilanova si qualificò alla Coppa dei Campioni 1968-1969.

## Squadre partecipanti
- Calafell
- Inelec Valencia
- Jabones El Abra Bilbao
- Montemar
- Noia
- Oberena
- Vilanova
- Voltregà

## Risultati

### Quarti di finale
| Squadra 1              | Risultato | Squadra 2 |
| ---------------------- | --------- | --------- |
| 31 maggio 1968         |           |           |
| Calafell               | n.d.      | Montemar  |
| Noia                   | 1 - 2     | Vilanova  |
| Inelec Valencia        | 4 - 2     | Oberena   |
| Jabones El Abra Bilbao | n.d.      | Voltregà  |

### Semifinali
| Squadra 1       | Risultato | Squadra 2 |
| --------------- | --------- | --------- |
| 1º giugno 1968  |           |           |
| Inelec Valencia | 0 - 6     | Montemar  |
| Vilanova        | 4 - 0     | Voltregà  |

### Finale
| Alicante 2 giugno 1968 | Montemar | 1 – 2 | Vilanova |  |